# 水牛群像
『水牛群像』（すいぎゅうぐんぞう）または『南国』は、1930年に台湾の彫刻家の黄土水が発表した石膏製のレリーフ作品。台湾美術史において著名な作品の一つである。
元の作品は台北市の中山堂に収蔵されている。2009年3月2日、文建会（現・文化部）によって国宝に登録され、これは20世紀に制作された作品として初めて国宝リストに加えられたものでもある。

## 歴史
長年にわたって台湾の水牛の姿を観察し続け、その成果を記録してきた黄土水は、台湾美術展覧会や帝展（現・日展）にも度々入選してきた。彼は東京・池袋のアトリエにて浅浮き彫り（ローレリーフ）の技法を用い、幅555センチ、高さ250センチのこの大作を制作した。
これは彼の創作史上初の大規模な作品であり、帝展への出品を目指していた。しかしその結果、過労の兆候が現れ、さらには虫垂炎を患うが、治療を遅らせてしまった。そして、1930年に作品が完成しようとする矢先、盲腸破裂による腹膜炎を発症し、12月21日に病没した。そのため、この作品は帝展に出品されることは叶わなかった。

1937年、黄土水の遺作は彼の未亡人である廖秋桂によって台北市役所に寄贈された。作品の大きさから石膏の破損が懸念されたため、作品は日本から台湾へ船で運ばれる際に、8つの石膏板に切り分けられ、台湾到着後に再び接合された。台北中山堂に所蔵されている原作には、その接合痕が明確に観察できる。検討の結果、この作品は新たに完成したばかりの台北公会堂の2階と3階の間の階段前の中央壁面（現在の中山堂光復ホール前の壁）に展示されることになった。

## 全体像

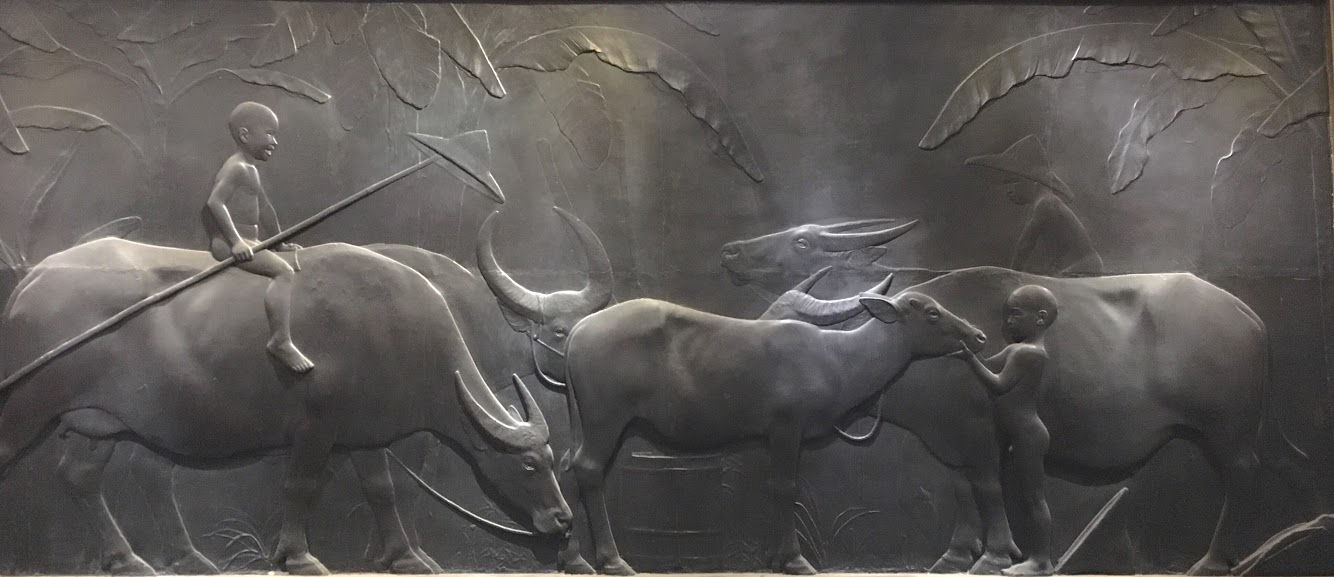
水牛群像

本作の画面には、台湾の伝統的な農村の穏やかな風景が描かれており、黄土水が一貫して追求してきた現実主義的な台湾農村風景の体験が反映されている。バナナの木の下で、3人の牧童と5頭の水牛が共にくつろぐ姿が描かれ、構図は完璧で、旋律は穏やかで優雅である。特に、水牛の筋肉は丸みを帯びて力強く、黄土水が長年にわたって水牛の体態を観察してきた成果と、成熟した彫刻技法が存分に表れている。画面の右下では、1人の牧童が子牛の頭を撫でており、子供の集中した優しい表情は感情を込めて描かれ、安定感と平和を象徴する作品の魂ともいえる焦点の一つとなっている。

## 複製品
1983年、初めて文建会の主催により鋳造作業が行われ、2点の銅製複製品が成功裏に完成した。これらは現在、それぞれ台北市立美術館と国立台湾美術館に収蔵されている。また、鋳造に使用されたガラス繊維の原型は高雄市立美術館に寄贈され、2階の回廊で常設展示されている。これら3点の作品は全て複製品であるものの、いずれも収蔵館によって館の至宝と見なされている。

## 評価
台湾日日新報の編集長であり「瀛社」の社長であった魏清德は以下のように評している。
「この大作は、長さ十八台湾尺、高さ九台湾尺である。画面には、盛夏の芭蕉園が浮彫りされ、涼しい風が吹き抜け、緑の葉が揺れ動いている。五頭の水牛が緑の草原の上で頭を寄せ合い、一人の裸体の牧童が牛の背に乗り、竹笠を手に持ち、笠の上にさらに竹笠を置いている。足元の水牛はそれに気づくことなく、首を下げて緑草を噛んでいる。また、もう一人の牧童が水牛の側に立ち、手で水牛を撫でており、水牛は喜びを表すように目を細め、首を伸ばしてその行為を受け入れている。画面には詩的な趣が溢れ、静かで穏やかな南国の風景が描かれている。」
台湾の教育雑誌もまた、これを称賛した。
「黄氏の生前の業績から見ると、確かにこの分野における俊英と称賛するに値する。さらに年月を重ねれば、彼が世界的な芸術家へと成長する姿が見られることは間違いないだろう。」